# Dorcadion nigrosparsum
Dorcadion nigrosparsum är en skalbaggsart som först beskrevs av Verdugo 1993.  Dorcadion nigrosparsum ingår i släktet Dorcadion och familjen långhorningar. Inga underarter finns listade i Catalogue of Life.